# Métro de Nanning
Le métro de Nanning (en chinois : 南寧軌道交通) est le réseau de métro en construction à Nanning, capitale de la région autonome de Guangxi située dans la région occidentale de la république populaire de Chine. Le réseau de métro qui dessert cette agglomération de trois millions d'habitants comporte début 2021 5 lignes de métro entièrement souterraines d'une longueur totale de 127,9 kilomètres et comportant 104 stations. De nouvelles lignes sont en cours de construction et devraient allonger le réseau d'une cinquantaine de kilomètres au début de la décennie 2020.

## Historique
La construction de la ligne 1 a officiellement débuté le 29 décembre 2011, avec une échéance fixée pour 2016. Cependant, un tronçon-test est en construction depuis 2009. La ligne 1 fut inaugurée le 28 juin 2016. Elle compte actuellement 25 stations, et présente une longueur de 32,1 km. La construction de la ligne 2 a commencé en 2012, et fut inauguré le 28 décembre 2017 . Enfin la ligne 3 a été inaugurée à son tour le 6 juin 2019. D'ici 2030, il est prévu que le réseau comptera huit lignes.

## Réseau
Le réseau du métro de Nanning est constitué début 2022 de cinq lignes d'une longueur totale de 127,9 kilomètres et comportant 104 stations toutes souterraines.
| Ligne | Terminaux (District)           | Terminaux (District)                   | Mise en service | Prolongement le plus récent | Longueur km | Stations |
| ----- | ------------------------------ | -------------------------------------- | --------------- | --------------------------- | ----------- | -------- |
| 1     | Shibu (Xixiangtang)            | Gare de Nanning est (Qingxiu)          | 2016            | 2016                        | 32.1 km     | 25       |
| 2     | Xijin (Xixiangtang)            | Tanze (Liangqing)                      | 2017            | 2020                        | 27.3 km     | 23       |
| 3     | Boulevard Keyuan (Xixiangtang) | Échangeur Pingliang (Liangqing)        | 2019            | —                           | 27.9 km     | 23       |
| 4     | Rue Hongyun (Jiangnan)         | Lentangcun (Jiangnan)                  | 2020            | —                           | 20.7 km     | 16       |
| 5     | Boulevard Guokai (Jiangnan)    | Gare routière de Jinqiao (Xixiangtang) | 2021            | —                           | 20.2 km     | 17       |
| Total | Total                          | Total                                  | Total           | Total                       | 127.9 km    | 104      |

## Matériel roulant

Quai de la station Gare de Nanning est.

Le matériel roulant est entièrement constitué de rames de 6 voitures de type CRRC avec des parties colorées déclinées en fonction de la ligne sur laquelle elles circulent.

## Exploitation
Le métro circule de 6h30 à 23h30 avec une fréquence aux heures de pointe de 6 à 7 minutes (5 minutes sur la ligne 1). Le prix du billet est compris entre 2 et 7 yuans en fonction de la distance.

Métro de Nanning
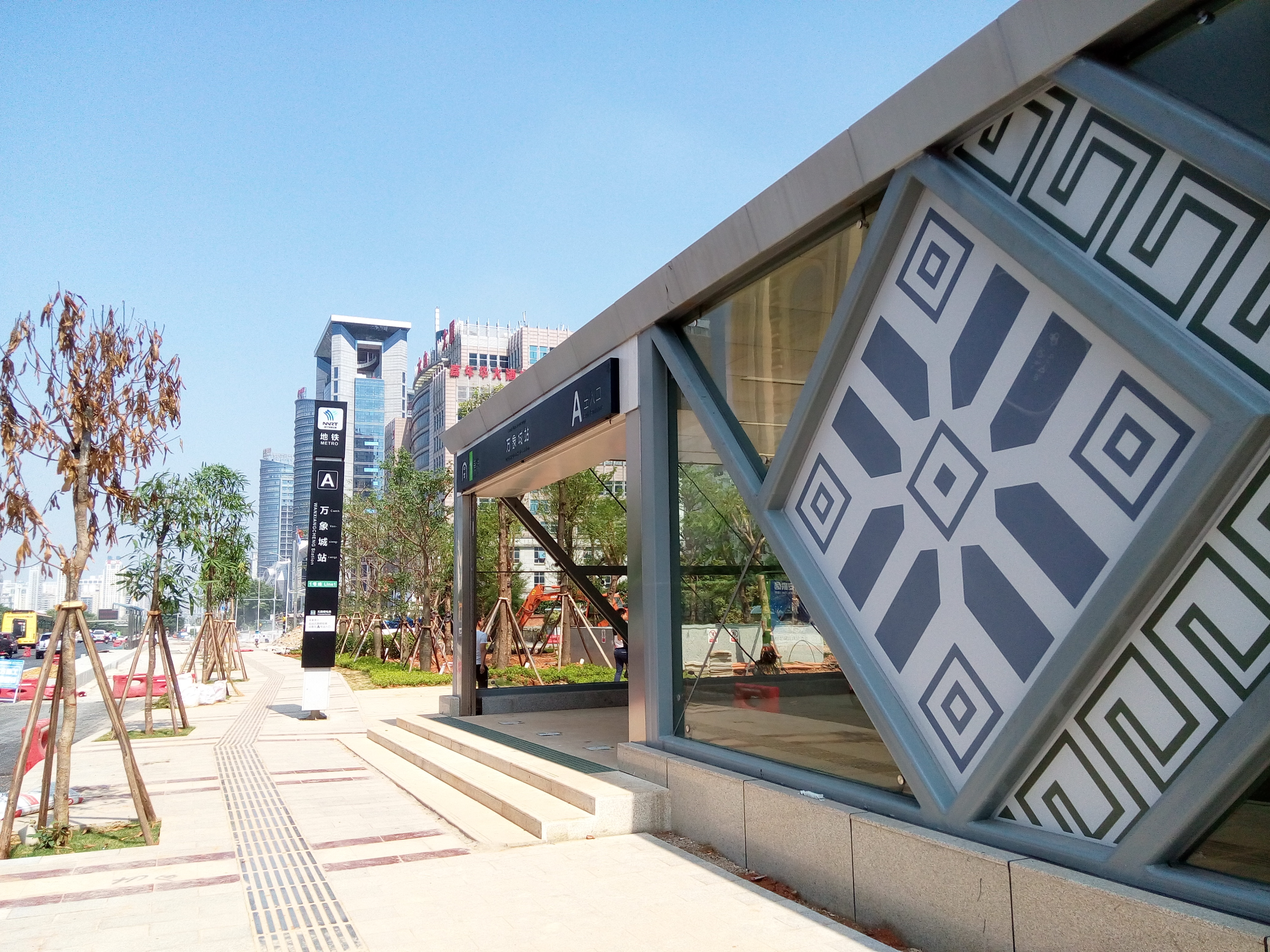
totem et logo signalant l'entrée d'une station
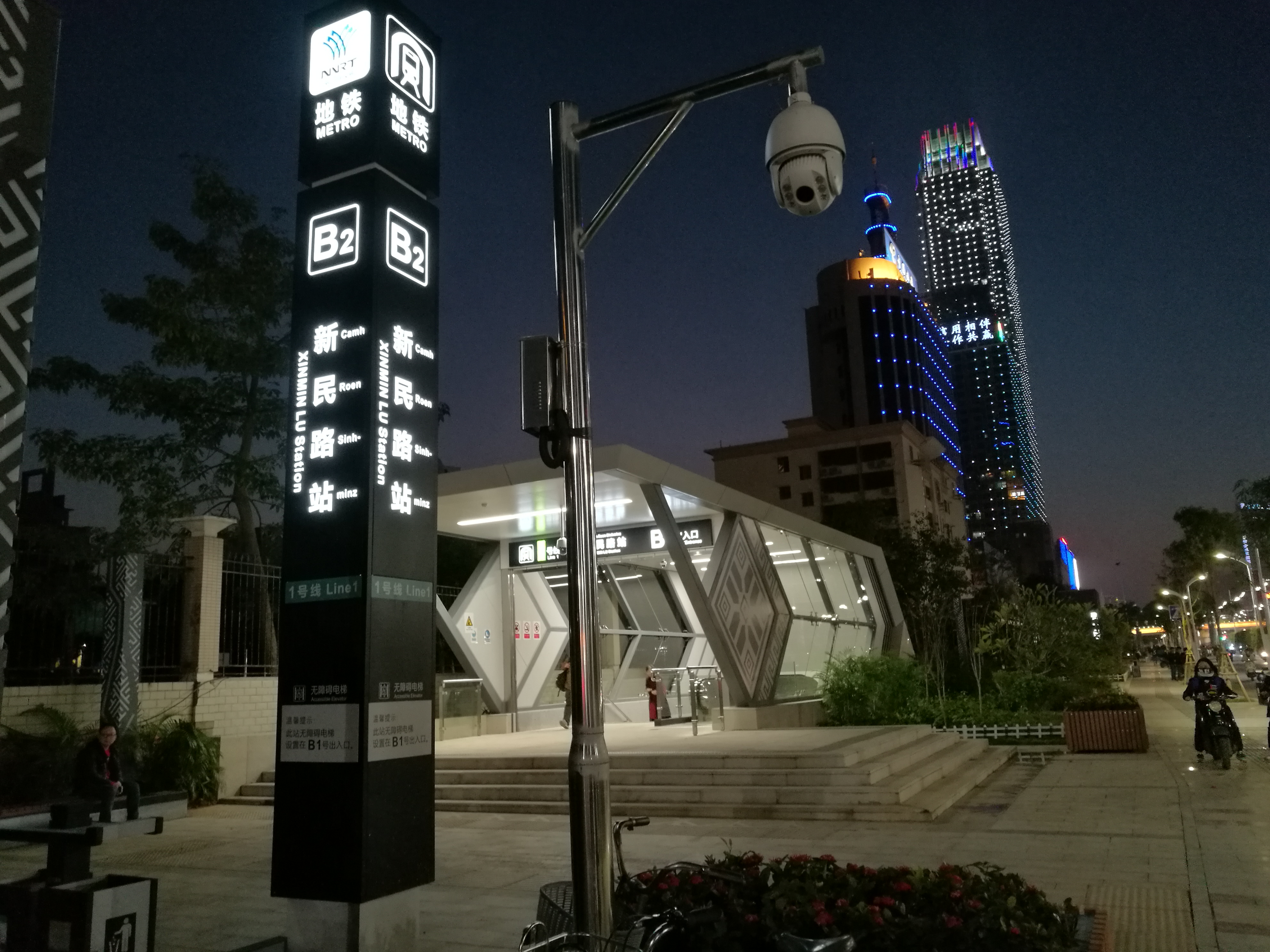
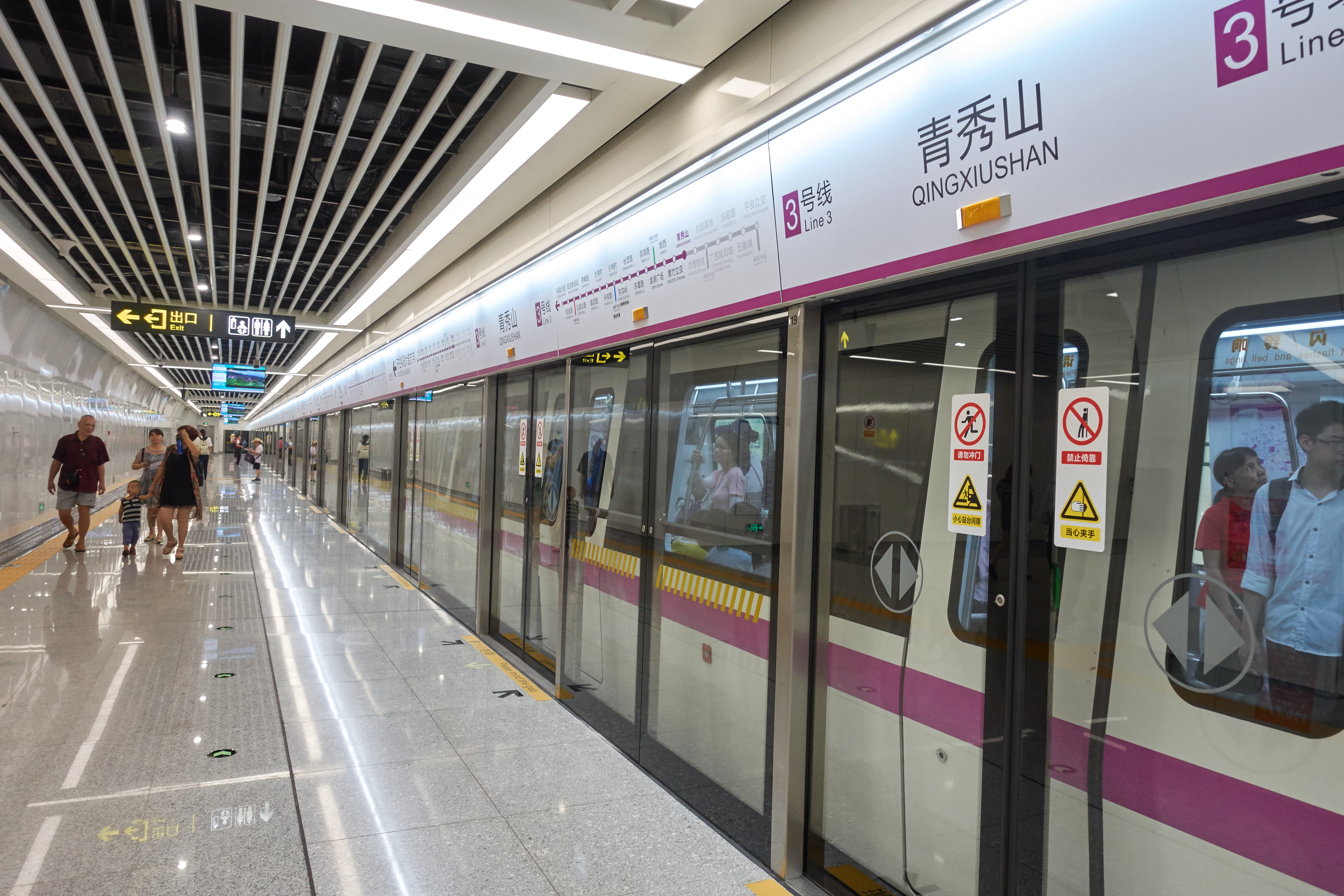
Station Qingxiushan sur la ligne 3

## Extensions en cours de construction
| Statut                        | Route    | Name      | Terminaux (Districts)                 | Terminaux (Districts)       | Longueur | Stations | Références |
| ----------------------------- | -------- | --------- | ------------------------------------- | --------------------------- | -------- | -------- | ---------- |
| En construction               | 4        | Phase II  | Lentangcun (Jiangnan)                 | Longgang (Yongning)         | 3.9 km   | 3        | [ 5 ]      |
| Planification révisée en 2018 | 3        | Phase II  | Échangeur Pingliang (Liangqing)       | Nama (Liangqing)            | 8.9 km   | 5        |            |
| Planification révisée en 2018 | 4        | Phase III | Rue Xiangsihu nord (Xixiangtang)      | Rue Hongyun (Jiangnan)      | 10.2 km  | 7        |            |
| Planification révisée en 2018 | 5        | Phase II  | Nadan (Jiangnan)                      | Boulevard Guokai (Jiangnan) | ? km     | 2        |            |
| Planification révisée en 2018 | 5        | Phase III | Gare routière de Jinqiao (Xixiangtan) | Santang (Xingning)          | ? km     | 7        |            |
| Planification révisée en 2018 | Aéroport | Phase I   | Aéroport de Wuxu (Jiangnan)           | Yudong (Liangqing)          | 23 km    | 5        |            |
| Planification révisée en 2018 | Wuming   | Phase I   | Gare routière d'Anji (Xixiangtan)     | Monde Parfait (Wuming)      | 53 km    | 13       |            |
| Projets futurs                | 6        | Phase I   | Shibu-sud (Xixiangtan)                | Liulu (Qingxiu)             | 38.3 km  | 27       |            |
| Projets futurs                | 7        | Phase I   | Yongjin (Jiangnan)                    | Liucun (Xingning)           | 31.3 km  | 22       |            |
| Projets futurs                | 8        | Phase I   | Nalian (Yongning)                     | Najing (Xingning)           | 24.3 km  | 16       |            |